# Morti nel 1978/Giugno
| Questa pagina contiene informazioni ricavate automaticamente dalle voci biografiche con l'ausilio del template Bio e di un bot. L'aggiornamento è periodico e automatico e ricostruisce completamente la pagina. Se manca una persona in questa lista, sei pregato di non aggiungerla, ma accertati piuttosto che la sua voce biografica contenga il template Bio e che i dati anagrafici siano correttamente compilati. Se il template Bio manca, inseriscilo tu stesso o, in alternativa, metti l'avviso {{tmp\|Bio}} che ne segnala la mancanza. Se i dati riportati sono sbagliati, correggi direttamente la voce biografica; le modifiche saranno visibili in questa lista entro pochi giorni. Per chiarimenti vedi il progetto biografie. La lista contiene solo le 84 persone che sono citate nell'enciclopedia e per le quali è stato implementato correttamente il template Bio. Pagina aggiornata al 3 mar 2024. |

- 1º giugno - Francesco Antonio Repaci, economista italiano (n. 1888)
- 2 giugno - Santiago Bernabéu, calciatore e allenatore di calcio spagnolo (n. 1895)
- 2 giugno - Enrico Mariani, politico italiano (n. 1900)
- 2 giugno - Aldo Trivella, saltatore con gli sci italiano (n. 1921)
- 2 giugno - Shōzō Tsugitani, calciatore giapponese (n. 1940)
- 3 giugno - Giulio Agostini, politico italiano (n. 1892)
- 3 giugno - Hans Schöchlin, canottiere svizzero (n. 1893)
- 4 giugno - Yashwantrao Martandrao Mukne, principe e politico indiano (n. 1917)
- 4 giugno - Dominique Darel, modella e attrice francese (n. 1950)
- 4 giugno - Ernst Langlotz, archeologo e storico dell'arte tedesco (n. 1895)
- 4 giugno - Jorge de Sena, poeta, scrittore e drammaturgo portoghese (n. 1919)
- 6 giugno - Moisés Bensabat Amzalak, economista portoghese (n. 1892)
- 6 giugno - Alex Jardine, calciatore scozzese (n. 1926)
- 6 giugno - Carlo Vincenti, artista e poeta italiano (n. 1946)
- 7 giugno - José Mário Donizeti Baroni, calciatore brasiliano (n. 1957)
- 7 giugno - Ronald Norrish, chimico inglese (n. 1897)
- 8 giugno - Jenny Hasselquist, ballerina e attrice svedese (n. 1894)
- 8 giugno - Gilberto Mazzi, cantante e attore italiano (n. 1909)
- 8 giugno - Romola de Pulszky, nobildonna e biografa ungherese (n. 1891)
- 9 giugno - Nicola di Romania, principe rumeno (n. 1903)
- 9 giugno - Luigi Campedelli, matematico italiano (n. 1903)
- 9 giugno - Tom Wilson, produttore discografico statunitense (n. 1931)
- 10 giugno - Ralph Berzsenyi, tiratore a segno ungherese (n. 1909)
- 10 giugno - Horst Gerson, storico dell'arte olandese (n. 1907)
- 10 giugno - Victor Majérus, calciatore lussemburghese (n. 1913)
- 10 giugno - Väinö Muinonen, maratoneta finlandese (n. 1898)
- 11 giugno - Jānis Daliņš, marciatore lettone (n. 1904)
- 11 giugno - Bob Duffy, cestista statunitense (n. 1922)
- 12 giugno - Guō Mòruò, scrittore, poeta e drammaturgo cinese (n. 1892)
- 12 giugno - Léon Lommel, vescovo cattolico lussemburghese (n. 1893)
- 13 giugno - Irene Bowder, tennista sudafricana (n. 1892)
- 13 giugno - Dong Shouyi, allenatore di pallacanestro cinese (n. 1895)
- 13 giugno - Paul Wittek, orientalista e storico austriaco (n. 1894)
- 14 giugno - Piero Brolis, scultore italiano (n. 1920)
- 14 giugno - Martino Caroli, avvocato e politico italiano (n. 1897)
- 15 giugno - Michele Santacroce, calciatore italiano (n. 1921)
- 16 giugno - Felicia Montealegre, attrice statunitense (n. 1922)
- 16 giugno - Jackie Scott, calciatore nordirlandese (n. 1933)
- 16 giugno - Donald Stockton, lottatore canadese (n. 1904)
- 17 giugno - Carlo Del Re, avvocato italiano (n. 1901)
- 17 giugno - Piero Poletto, scenografo italiano (n. 1925)
- 17 giugno - Robert Williams, attore statunitense (n. 1904)
- 18 giugno - Gaston Fessard, religioso e teologo francese (n. 1897)
- 18 giugno - Dragoslav Mihajlović, calciatore jugoslavo (n. 1906)
- 19 giugno - Ipojucan, calciatore brasiliano (n. 1927)
- 19 giugno - Vito Vittorio Lenoci, politico italiano (n. 1934)
- 19 giugno - Giovanni Battista Migliori, politico, militare e avvocato italiano (n. 1893)
- 19 giugno - Lancelot Royle, velocista britannico (n. 1898)
- 20 giugno - Eugene DeVerdi, attore e stuntman italiano (n. 1893)
- 20 giugno - Mark Robson, regista, montatore e produttore cinematografico canadese (n. 1913)
- 20 giugno - Mario Romoli, pittore italiano (n. 1908)
- 20 giugno - Edward Temme, nuotatore e pallanuotista britannico (n. 1904)
- 20 giugno - Todor Živanović, calciatore jugoslavo (n. 1927)
- 21 giugno - Stefano Ferrando, missionario e arcivescovo cattolico italiano (n. 1895)
- 21 giugno - Luther Youngdahl, politico e giurista statunitense (n. 1896)
- 22 giugno - Giuseppe Bigogno, calciatore e allenatore di calcio italiano (n. 1909)
- 22 giugno - Jens Otto Krag, politico danese (n. 1914)
- 22 giugno - Vladimir Ivanovič Ovčinnikov, pittore russo (n. 1911)
- 23 giugno - Jeff Cohen, cestista statunitense (n. 1939)
- 23 giugno - Bruno Vilar, poeta e attore italiano (n. 1942)
- 24 giugno - Nat Agar, calciatore, allenatore di calcio e dirigente sportivo inglese (n. 1888)
- 24 giugno - Robert Charroux, scrittore, saggista e pseudoscienziato francese (n. 1909)
- 24 giugno - Giuseppe Gentili, fantino italiano (n. 1917)
- 24 giugno - Mstislav Keldyš, fisico, matematico e politico sovietico (n. 1911)
- 24 giugno - Tienno Pattacini, musicista, compositore e paroliere italiano (n. 1908)
- 24 giugno - Achille Pesce, giornalista e politico italiano (n. 1919)
- 24 giugno - Ahmad al-Ghashmi, generale e politico yemenita (n. 1935)
- 25 giugno - Willi Mentz, militare tedesco (n. 1904)
- 26 giugno - Salim Rubayy' 'Ali, politico yemenita (n. 1934)
- 27 giugno - Barry Brown, attore statunitense (n. 1951)
- 27 giugno - Josette Day, attrice francese (n. 1914)
- 28 giugno - Antonio Calderara, pittore italiano (n. 1903)
- 28 giugno - Aldo Ferraresi, violinista italiano (n. 1902)
- 28 giugno - Iuliu Hirțea, vescovo cattolico rumeno (n. 1914)
- 28 giugno - Prvoslav Mihajlović, allenatore di calcio e calciatore jugoslavo (n. 1921)
- 28 giugno - Luigi Nardi, ingegnere italiano (n. 1900)
- 28 giugno - José María Portell, giornalista spagnolo (n. 1933)
- 29 giugno - Baldassarre Buffa, psichiatra e politico italiano (n. 1916)
- 29 giugno - André Chapelon, ingegnere francese (n. 1892)
- 29 giugno - Bob Crane, attore statunitense (n. 1928)
- 29 giugno - Edoardo Malusardi, politico e sindacalista italiano (n. 1889)
- 30 giugno - Domenico Casella, agronomo italiano (n. 1898)
- 30 giugno - Giovanni Grilli, politico italiano (n. 1903)
- 30 giugno - Yuan Muzhi, attore, regista e sceneggiatore cinese (n. 1909)